# HIPERLAN
HIPERLAN es un estándar global para anchos de banda inalámbricos LAN que operan con un rango de datos de 54 Mbps en la frecuencia de banda de 5 GHz. HIPERLAN/2 es una solución estándar para un rango de comunicación corto que permite una alta transferencia de datos y Calidad de Servicio del tráfico entre estaciones base WLAN y terminales de usuarios. La seguridad está provista por lo último en técnicas de cifrado y protocolos de autenticación.

## HIPERLAN/1
Hiper Lan es similar a 802.11a (5 GHz) y es diferente de 802.11b/g (2,4 GHz). HIPERLAN/1, HIgh Performance Radio LAN versión 1 es un estándar del ETSI (European Telecomunications Standards Institute). 
El plan empezó en 1991. El objetivo de HIPERLAN era la alta velocidad de transmisión, más alta que la del 802.11. El estándar se aprobó en 1996. 
El estándar cubre las capas física y MAC como el 802.11. Hay una nueva subcapa llamada Channel Access and Control sublayer (CAC). Esta subcapa maneja las peticiones de acceso a los canales. La aceptación de la petición depende del uso del canal y de la prioridad de la petición.
La capa CAC proporciona independencia jerárquica con un mecanismo de Elimination-Yield Non-Preemptive Múltiple Access.(EY-NPMA). EY-NPMA codifica las prioridades y demás funciones en un pulso de radio de longitud variable que precede a los datos. 
EY-NPMA permite trabajar a la red con pocas colisiones aunque haya un gran número de usuarios. Las aplicaciones multimedia funcionan en HIPERLAN gracias al mecanismo de prioridades del EY-NPMA. La capa MAC define protocolos para enrutado, seguridad y ahorro de energía y proporciona una transferencia de datos natural a las capas superiores.
En la capa física se usan modulaciones FSK y GMSK.
Características de HIPERLAN :
- rango 50 m
- baja movilidad (1.4 m/s)
- soporta tráfico asíncrono y síncrono.
- sonido 32 Kbps, latencia de 10 ns
- vídeo 2 Mbit/s, latencia de 100 ns
- datos a 10 Mbps

HIPERLAN no interfiere con hornos microondas y otros aparatos del hogar, que trabajan a 2.4 GHz.
La ETSI desarrolló el estándar HIgh-PErformance Radio LAN a finales de 1994, usando espectro de 5GHz y 17GHz. Se ofrece como una alternativa donde las LAN’s cableadas son imprácticas o económicamente inviables, por ejemplo, edificios antiguos, servicios financieros, debido a su alta flexibilidad, sistemas médicos, educación, industria y redes ad hoc.
Los requerimientos funcionales son los siguientes:
•	Extensión de LAN cableada
•	Soporte de transmisión de datos asíncrona y voz y video en tiempo real
•	Acceso a redes públicas
•	Coexistencia con múltiples redes
•	Movilidad
•	Seguridad comparable a LAN cableada
•	Costo y tamaño
•	Potencia, salud y seguridad
La ETSI aprobó un reporte técnico europeo (ETR) que define la arquitectura y el modelo de referencia. Se han propuesto protocolos MAC como CSMA/CA, CSMA/CD y RTS/CTS.
El estándar está compuesto de las siguientes partes:
•	Parte 1 .- Introducción
•	Parte 2 .- Capa Física
•	Parte 3 .- Capa MAC
•	Parte 4 .- Capa Enlace de Datos

## HIPERLAN/2
Las especificaciones funcionales de HIPERLAN/2 se completaron en el mes de febrero de 2000. La versión 2 fue diseñada como una conexión inalámbrica rápida para muchos tipos de redes. Por ejemplo: red back bone UMTS, redes ATM e IP. También funciona como una red doméstica como HIPERLAN/1. HIPERLAN/2 usa la banda de 5 GHz y una velocidad de transmisión de hasta 54 Mbps.
Los servicios básicos son transmisión de datos, sonido, y vídeo. Se hace énfasis en la calidad de esos servicios.(QoS).
El estándar cubre las capas Física, Data Link Control y Convergencia. La capa de Convergencia se ocupa de la funcionalidad de la dependencia de servicios entre las capas DLC y Red (OSI 3). Las subcapas de Convergencia se pueden usar también en la capa física para conectar las redes IP, ATM o UMTS. Esta característica hace HIPERLAN/2 disponible para la conexión inalámbrica de varias redes.
En la capa física se emplean modulaciones BPSK, QPSK, 16QAM o 64QAM.
HIPERLAN/2 ofrece unas medidas de seguridad aceptables. Los datos son codificados con los algoritmos DES o 3DES. El punto de acceso y el terminal inalámbrico se pueden autenticar mutuamente.

## HIPERLAN: ¿tecnología obsoleta o futura?
Algunos creen que los estándares IEEE 802.11 ya han ocupado el nicho comercial para el que se diseñó HIPERLAN, aunque con menor rendimiento pero mayor penetración comercial, y que el efecto de la red instalada impedirá la adopción de HIPERLAN. También dicen que como el uso principal de las WLANs es proporcionar acceso a Internet, la falta de soporte para calidad de servicio (QoS) en la Internet comercial hará que el soporte de QoS en las redes de acceso sea irrelevante.
Otros creen que el rendimiento superior de HIPERLAN/2 puede ofrecer nuevos servicios que las variantes de 802.11 son incapaces de suministrar.
El desarrollo de 802.11n, que definirá el siguiente nivel de rendimiento en WLANs, no está siendo seguido por ninguna actividad por parte de HIPERLAN.

## HIPERLAN: Fabricantes de equipo
- InfiNet Wireless
- Aperto
- EION

- Datos: Q1563708